# Curanum
Die Curanum AG mit Sitz in München ist ein Betreiber von Seniorenresidenzen, Pflegeeinrichtungen und Ambulanter Pflege in Deutschland. Seit 2013 ist die CURANUM AG Teil des französischen Korian-Konzerns, dem führenden privaten Anbieter von Pflege- und Betreuungsdienstleistungen für Senioren in Deutschland und Europa, und gehört seitdem zu Korian Deutschland. Das Unternehmen wurde 1981 gegründet und bietet stationäre Lang- und Kurzzeitpflege und Betreutes Wohnen für Senioren und Menschen mit Behinderungen an.

## Unternehmensprofil
Vor der Übernahme im Jahr 2013 beschäftigte die Curanum AG rund 7000 Mitarbeiter und unterhielt insgesamt 77 Einrichtungen mit rund 7800 Pflegeplätzen und 2075 Apartments im betreuten Wohnungen. Nach eigenen Angaben hat er einen Marktanteil von etwa einem Prozent.
Der Umsatzerlös lag 2014 bei 300,4 Mio. Euro und damit 7 Mio. Euro über dem Vorjahresniveau. Das Ergebnis vor Zinsen, Steuern und Abschreibungen (EBITDA) lag dabei bei 37,6 Mio. Euro.
Zu den Leistungen gehören vollstationäre Lang- und Kurzzeitpflege für alle Pflegestufen, Apartments im Betreuten Wohnen sowie insbesondere die Betreuung von Demenzerkrankten, Palliativpflege und andere besondere Pflegeformen (z. B. Apalliker, jungen Behinderte, MS-Patienten und Suchtkranke). Die Curanum-Einrichtungen haben Versorgungsverträge mit Pflegekassen und Sozialhilfeträgern geschlossen.
Außerdem vermietet das Unternehmen betreute Wohnungen, die den Pflegezentren und Seniorenresidenzen angegliedert sind. Verpflegungsleistung sowie Wäsche- und Reinigungsdienste werden von Tochterunternehmen erbracht.
Ebenfalls zum Curanum-Konzern gehört ein ambulanter Pflegedienst, der Pflegeleistungen sowohl für die betreuten Wohnungen als auch für bedürftige Menschen außerhalb der Einrichtungen anbietet.

## Geschichte
Das Unternehmen wurde 1981 gegründet. Im Januar 2006 übernahm der Betrieb sieben Pflegeheime der Dr.-Lohbeck-Gruppe aus Nordrhein-Westfalen mit 890 Pflegeplätzen.
Im Oktober 2007 geriet Curanum durch einen Einstieg des Finanzinvestors Guy Wyser-Pratte mit ca. 5 Prozent in die Schlagzeilen. Das größte Aktienpaket in Höhe von 17,91 Prozent wurde von der Vatas Holding – kontrolliert von Robert Hersov – gehalten.
Im Herbst 2010 wurde der bisherige Vorstandsvorsitzende vom Aufsichtsrat abberufen. Nachfolger wurde zum 1. Oktober Walther Wever, vorher Finanzvorstand der Varta und Geschäftsführer der Varta Automotive.
Im Mai 2011 erhöhte Curanum das Kapital durch die Ausgabe von ca. 6,5 Mio. Aktien um knapp 12 Mio. €.
Im Juni 2011 stieg das Investmentunternehmen Triton mit 17,22 % bei Curanum ein.
Ebenfalls im Juni 2011 eröffnete Curanum seine neueste Einrichtung, die Curanum-Seniorenresidenz Hennef-Mitte, im südlichen Westfalen.
Zum 7. November 2011 erwarb Curanum sechs Wohneinrichtungen der in Bremen ansässigen Gesellschaft für Wohnen im Alter.

### Übernahme durch die Korian-Gruppe
Die Korian-Gruppe, ein französischer Betreiber von 740 Seniorenheimen, davon mehr als 600 Pflegeheimen und 85 Rehakliniken in Frankreich, Deutschland, Belgien und Italien, ist marktführender Anbieter von Betreuungs- und Pflegedienstleistungen für Senioren in Europa.
KORIAN Deutschland beschäftigt mehr als 21.000 Mitarbeiter, betreibt 230 Einrichtungen (Stand Dezember 2017) mit mehr als 25.000 stationären Pflegeplätzen und rund 2.500 Apartments im Betreuten Wohnen.
Im September 2007 hat die Korian-Gruppe die Phönix Seniorenheime Beteiligungsgesellschaft GmbH mit Sitz in Füssen übernommen. Phönix betrieb seinerzeit 43 Seniorenheime in Deutschland. Im September 2013 wird die Phönix in die Curanum AG eingebracht.
Die Korian-Gruppe ist seit 2007 mit der Korian Deutschland AG vertreten.
Die Korian Groupe unterbreitete den Curanum-Aktionären am 10. Dezember 2012 ein Übernahmeangebot. Sie betreibt fast 75.000 Betten und hat über 49.000 Beschäftigte. Danach hält die Korian Groupe 78,45 % der Curanum AG.
Seit dem 1. Juli 2017 leitet Arno Schwalie als Vorstandsvorsitzender der Curanum AG die KORIAN Deutschland Gruppe. Weitere Mitglieder im Vorstand der CURANUM AG sind: Christian Gharieb (COO), Markus Scheitzach (CFO) und Eva Lettenmeier (CHRO).
Am 12. Februar 2015 wurde die Gesellschaft mit der Korian-Gruppe verschmolzen, die verbliebenen Minderheitsaktionäre wurden per Squeeze-Out abgefunden und ausgeschlossen. Die Börsennotierung wurde kurze Zeit später eingestellt.
Anfang 2015 wurden Christian Zeltner, Vorstandsmitglied der CURANUM AG ab dem 1. April 2014, und Susanne Momberg, Vorstandsmitglied der CURANUM AG ab dem 1. September 2014, in die Geschäftsführung der Phönix Seniorenzentren Beteiligungsgesellschaft mbH berufen und zeichnen somit für den Pflegebetrieb Korian Deutschland AG, München als COO respektive CFO verantwortlich.

## Standorte
Vor der Übernahme im Jahr 2013 beschäftigte die Curanum AG rund 7.000 Mitarbeiter und unterhielt im gesamten Bundesgebiet 77 Einrichtungen mit rund 7.800 Pflegeplätzen und 2075 Apartments im betreuten Wohnen. Besonders viele Einrichtungen liegen in Bayern und Nordrhein-Westfalen.
Der Hauptsitz des Unternehmens befindet sich im Münchner Stadtteil Schwanthalerhöhe, an der Zirkus-Krone-Straße.